# Уряд Сербії
44°48′22″ пн. ш. 20°27′37″ сх. д. / 44.806064° пн. ш. 20.460197° сх. д.
Уряд Сербії (серб. Влада Републике Србије) — вищий орган виконавчої влади Сербії.

## Діяльність
Уряд обирається Національними Зборами Республіки Сербії, що складається з прем'єр-міністра, одного або декількох віце-президентів і міністрів.
Відповідно до Конституції, уряд:
- встановлює і проводить політику
- виконувати закони та інші загальні акти Національних Зборів
- проводить укази та інші акти загального характеру з метою забезпечення дотримання законів
- пропонує закони до Національних Зборів та інших спільних актів і видає свою думку про них, якщо в них її питає інша інстанція
- спрямовує і координує роботу державного управління і контролює їх роботу
- виконує інші обов'язки, передбачені Конституцією і законом

Крім того, уряд несе відповідальність перед Національними зборами за політику Республіки Сербія, за дотримання законів і інших загальних актів Національних зборів і для роботи державної адміністрації.

## Голова уряду
- Прем'єр-міністр — Ана Брнабич (англ. Aleksandar Vucic).
- Віце-прем'єр-міністр — Івиця Дачич (англ. Ivica Dacic).
- Віце-прем'єр-міністр — Рашим Ляїч (англ. Rasim Ljajic).
- Віце-прем'єр-міністр — Зорана Михайлович (англ. Zorana Mihajlovic).
- Віце-прем'єр-міністр — Корі Удовічки (англ. Kori Udovicki).

## Кабінет міністрів
Склад чинного уряду подано станом на 29 червня 2017 року.
| - Сербська прогресивна партія (СНС)        | 8 |
| - Соціалістична партія Сербії (СПС)        | 3 |
| - Соціал-демократична партія Сербії (СДПС) | 1 |
| - Рух соціалістів (ПС)                     | 1 |
| - Незалежні                                | 5 |

| Логотип                           | Міністерство | Міністр                                                        | Фото                     | Час на посаді  | Час на посаді  | Партія     | Партія     | Вебсайт                                        |
| --------------------------------- | --- | -------------------------------------------------------------- | ------------------------ | -------------- | -------------- | ---------- | ---------- | ---------------------------------------------- |
|                                   | Міністерство будівництва, транспорту та інфраструктури (Ministarstvo građevinarstva, saobraćaja i infrastrukture)               | Зорана Михайлович (Zorana Mihajlovic)                          |                          | 27 квітня 2014 | 11 серпня 2016 |            | СНС        | [Архівовано 12 січня 2018 у Wayback Machine.]  |
|                                   | Міністерство внутрішніх справ (Ministarstvo unutrašnjih poslova)                                                                | Небойша Стефанович (Nebojsa Stefanovic)                        |                          | 27 квітня 2014 | 11 серпня 2016 |            | CHC        | [Архівовано 5 квітня 2016 у Wayback Machine.]  |
|                                   | Міністерство державного управління та місцевого самоврядування (Ministarstvo državne uprave i lokalne samouprave)               | Корі Удовічкі (Kori Udovički)                                  |                          | 27 квітня 2014 | 11 серпня 2016 |            | незалежний |                                                |
|                                   | Міністерство економіки (Ministarstvo privrede)                                                                                  | Душан Вуйович (Dušan Vujović)                                  |                          | 15 липня 2014  | 3 вересня 2014 |            | незалежний | [Архівовано 17 лютого 2018 у Wayback Machine.] |
| Зеліко Сертич (Željko Sertić)     | Міністерство економіки (Ministarstvo privrede)                                                                                  |                                                                | 3 вересня 2014           | 11 серпня 2016 |                | незалежний |            | [Архівовано 17 лютого 2018 у Wayback Machine.] |
|                                   | Міністерство енергетики та гірничої промисловості (Ministarstvo rudarstva i energetike)                                         | Александар Антич (Aleksandar Antić)                            |                          | 27 квітня 2014 | 11 серпня 2016 |            | CHC        |                                                |
|                                   | Міністерство закордонних справ (Ministarstvo spoljnih poslova)                                                                  | Івиця Дачич (Ivica Dacic)                                      |                          | 27 квітня 2014 | 11 серпня 2016 |            | СПС        | [Архівовано 1 травня 2016 у Wayback Machine.]  |
|                                   | Міністерство культури та інформації (Ministarstvo kulture i informisanja)                                                       | Іван Тасовац (Ivan Tasovac)                                    |                          | 27 квітня 2014 | 11 серпня 2016 |            | незалежний | [Архівовано 20 лютого 2021 у Wayback Machine.] |
|                                   | Міністерство молоді та спорту (Ministarstvo omladine i sporta)                                                                  | Ваня Удовичич (Vanja Udovicic)                                 |                          | 27 квітня 2014 | 11 серпня 2016 |            | CHC        | [Архівовано 21 січня 2018 у Wayback Machine.]  |
|                                   | Міністерство оборони (Ministarstvo odbrane)                                                                                     | Братислав Гашич (Bratislav Gašić)                              |                          | 27 квітня 2014 | 5 лютого 2016  |            | CHC        | [Архівовано 2 квітня 2013 у Wayback Machine.]  |
| Зоран Джорджевич (Zoran Đorđević) | Міністерство оборони (Ministarstvo odbrane)                                                                                     |                                                                | 2 березня 2016           | 11 серпня 2016 |                | CHC        |            | [Архівовано 2 квітня 2013 у Wayback Machine.]  |
|                                   | Міністерство освіти, науки та розвитку технологій (Ministarstvo prosvete, nauke i tehnološkog razvoja)                          | Срджан Вербич (Srđan Verbić)                                   |                          | 27 квітня 2014 | 11 серпня 2016 |            | незалежний | [Архівовано 19 серпня 2013 у Wayback Machine.] |
|                                   | Міністерство охорони здоров'я (Ministarstvo zdravlja)                                                                           | Златибор Лончар (Zlatibor Lončar)                              | Файл:Zlatibor-loncar.jpg | 27 квітня 2014 | 11 серпня 2016 |            | СНС        | [Архівовано 28 грудня 2017 у Wayback Machine.] |
|                                   | Міністерство праці, зайнятості, ветеранів і соціальних проблем (Ministarstvo rada, zapošljavanja, boračke i socijalne politike) | Александар Вулін (Aleksandar Vulin)                            |                          | 27 квітня 2014 | 11 серпня 2016 |            | ПС         | [Архівовано 1 грудня 2012 у Wayback Machine.]  |
|                                   | Міністерство сільського господарства та охорони навколишнього середовища (Ministarstvo poljoprivrede, šumarstva i vodoprivrede) | Снєжана Богосавлєвич-Бошкович (Snežana Bogosavljević Bošković) |                          | 27 квітня 2014 | 11 серпня 2016 |            | СПС        | [Архівовано 16 січня 2018 у Wayback Machine.]  |
|                                   | Міністерство торгівлі, телекомунікацій і туризму (Ministarstvo trgovine, turizma i telekomunikacija)                            | Рашим Ляїч (Rasim Ljajic)                                      |                          | 27 квітня 2014 | 11 серпня 2016 |            | СДПС       | [Архівовано 11 січня 2018 у Wayback Machine.]  |
|                                   | Міністерство фінансів (Ministarstvo finansija)                                                                                  | Лазар Крстич (Lazar Krstić June 2014 (cropped).jpg)            |                          | 27 квітня 2014 | 15 липня 2014  |            | незалежний | [Архівовано 19 лютого 2015 у Wayback Machine.] |
| Душан Вуйович (Dušan Vujović)     | Міністерство фінансів (Ministarstvo finansija)                                                                                  |                                                                | 15 липня 2014            | 11 серпня 2016 |                | незалежний |            | [Архівовано 19 лютого 2015 у Wayback Machine.] |
|                                   | Міністерство юстиції (Ministarstvo pravde)                                                                                      | Нікола Селакович (Nikola Selakovic)                            |                          | 27 квітня 2014 | 11 серпня 2016 |            | CHC        | [Архівовано 2 лютого 2018 у Wayback Machine.]  |
|                                   | Міністр без портфеля у справах надзвичайних ситуацій (Ministar bez portfelja)                                                   | Велімір Іліч (Velimir Ilic)                                    |                          | 27 квітня 2014 | 11 серпня 2016 |            | НС         |                                                |
|                                   | Міністр без портфеля у справах європейської інтеграції (Ministar bez portfelja)                                                 | Ядранка Йоксимович (Jadranka Joksimovic)                       |                          | 27 квітня 2014 | 11 серпня 2016 |            | CHC        |                                                |

Логотип сербського уряду

## Будівля

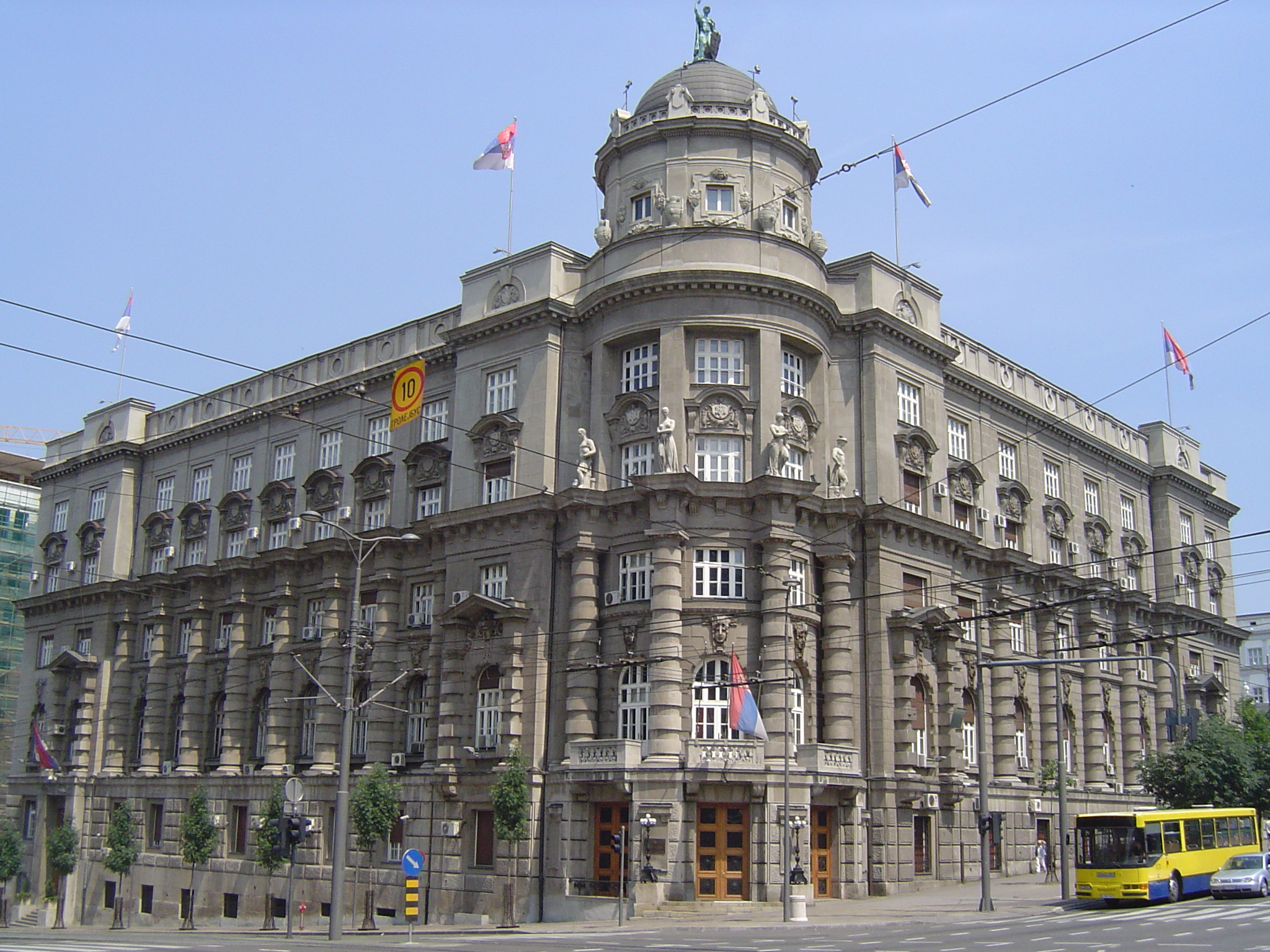
Будівля сербського уряду

## Історія

### Другий уряд Александра Вучича (2016—2017)
Після парламентських виборів 24 Квітня 2016 року, 11 серпня того ж року було сформовано коаліційний уряд. Уряд утворили політичні партії: Соціал-демократична партія Сербії (СПС), партія об'єднаних пенсіонерів Сербії (ПУПС), Нова Сербія (НС), Рух соціалістів (ПС), Сербський рух оновлення (СПО), Сербська національна партія (СНП), Партія «Сила Сербії» (ППС), Соціалістична партія Сербії (СПС), Сполучена Сербія (JC) і Союз угорців Воєводини (СВМ). Уряд прем'єр-міністра Александар Вучич складається з 19 міністрів, з яких 4 є віце-президентами. Три міністри без портфеля, а також п'ять міністрів — жінки.